# В очікуванні луни
В очікуванні луни (англ. Looking for an Echo) — американська драма 2000 року.

## Сюжет
Вінс Піреллі працює барменом і не надто задоволений своїм життям. Він згадує старі часи, коли був солістом дуже популярної групи «Мрійники». І ось йому випадає можливість возз'єднатися з учасниками гурту, щоб знову повернутися на сцену.

## У ролях
| Актор                 | Роль                 |
| --------------------- | -------------------- |
| Арманд Ассанте        | Вінс «Вінні» Піреллі |
| Даян Венора           | Джоан Дельгадо       |
| Джо Гріфазі           | Вік                  |
| Том Мейсон            | Огі МакЕннпллі III   |
| Ентоні Джон Денісон   | Рей Наполітано       |
| Джонні Вільямс        | Філ Пучіреллі        |
| Едоардо Баллеріні     | Ентоні Піреллі       |
| Крісті Карлсон Романо | Тіна Піреллі         |
| Девід Вадим           | Томмі Піреллі        |
| Моніка Тромбетта      | Франсін Піреллі      |
| Девід Маргуліс        | доктор Людвіг        |
| Пас де ла Уерта       | Ніколь Дельгадо      |